# Budynek Zgromadzenia Parlamentarnego Bośni i Hercegowiny
Budynek Zgromadzenia Parlamentarnego Bośni i Hercegowiny – budynek w centrum Sarajewa, stolicy Bośni i Hercegowiny, w którym prowadzone są obrady dwóch izb Zgromadzenia Parlamentarnego – Izby Reprezentantów i Izby Narodów. Budynek został zaprojektowany przez Juraja Neidhardta. Obiekt oddano do użytku w 1982 roku i pierwotnie pełnił on rolę siedziby władz Socjalistycznej Republiki Bośni i Hercegowiny. W czasie wojny w Bośni i Hercegowinie został zniszczony, jego odrestaurowywanie trwało w latach 1996–2009. Budynek znajduje się obok wieżowca z 1974 roku, będącego siedzibą Rady Ministrów; razem z nim stanowi centrum administracyjne władz państwowych Bośni i Hercegowiny.

## Historia
Decyzję o budowie nowej siedziby władz, w tym Rady Wykonawczej Zgromadzenia Socjalistycznej Republiki Bośni i Hercegowiny (wówczas jednej z republik Jugosławii), podjęto w 1954 roku. Zwycięską koncepcją architektoniczną został projekt autorstwa Juraja Neidhardta. W 1956 roku przygotowano plan inwestycyjny, jednak jego realizacja została odłożona w czasie. Przyczyny opóźnienia leżały po stronie ekonomicznej, ale były też związane z pojawieniem się nowych planów – zdecydowano, że obok powinien powstać drugi budynek, wieżowiec będący siedzibą organów administracyjnych republiki. Ostatecznie wieżowiec ten powstał jako pierwszy w 1974 roku. Budowa siedziby zgromadzenia rozpoczęła się dopiero w 1978 roku, a oddanie do użytku miało miejsce w 1982 roku. Ostateczny kształt budowli różnił się od pierwotnej koncepcji, m.in. dodano jedną kondygnację, jednak główne założenia wizji Juraja Neidhardta zostały zachowane.
Podczas wojny w Bośni i Hercegowinie (1992–1995) i trwającego wówczas oblężenia Sarajewa, budynek znajdował się w centrum działań wojennych i został mocno uszkodzony. Prace nad przywróceniem go do funkcjonalności ruszyły jesienią 1996 roku, a pierwsze po przerwie w jego użytkowaniu obrady Zgromadzenia Parlamentarnego niepodległej Bośni i Hercegowiny odbyły się 26 listopada 1998 roku (wcześniej sesje parlamentarne odbywały się tymczasowo w budynku Muzeum Narodowego w Sarajewie oraz w Lukavicy, w budynku Wydziału Elektrotechniki Uniwersytetu w Sarajewie Wschodnim). Prace renowacyjne były w dalszym ciągu prowadzone i zakończyły się dopiero po remoncie fasady budynku w 2009 roku. Odbudowę przeprowadzono z udziałem funduszy pochodzących z Unii Europejskiej i Norwegii.

## Charakterystyka
Budynek o długości 107 m i około 25 tys. m² powierzchni użytkowych posiada cztery kondygnacje. Główna „wielka sala” posiada 526 miejsc dla parlamentarzystów oraz dodatkowo 112 miejsc dla gości i dziennikarzy, jak również 17 miejsc dla interpretatorów. Tzw. „biała sala”, w której zazwyczaj odbywają się sesje Izby Reprezentantów, może pomieścić 180 deputowanych, podczas gdy „niebieska sala”, przeznaczona dla Izby Narodów, posiada 126 miejsc. W budynku mieści się również wiele innych biur i pomieszczeń związanych z funkcjonowaniem administracji państwowej. Tuż obok budynku parlamentu mieści się tzw. budynek przyjaźni grecko-bośniackiej, wysoki wieżowiec z 1974 roku będący siedzibą Rady Ministrów (czasem to on bywa mylnie określany budynkiem parlamentu). Obie budowle stanowią razem centrum administracyjne władz państwowych w Bośni i Hercegowinie. Przed budynkami znajduje się plac, nazwany placem Bośni i Hercegowiny.